# Ribes americanum
Gadellier américain, Cassissier américain
Espèce
Synonymes
- Ribes campanulatum Moench[1]
- Ribes floridum L'Hér.[1]
- Ribes intermedium Tausch[1]
- Ribes nigrum var. pennsylvanicum Marshall[1]
- Ribes recurvatum Michx.[1]

Ribes americanum, le Gadellier américain, est une espèce de plantes de la famille des Grossulariaceae.

## Liste des variétés
Selon Tropicos (25 mars 2022) :
- variété Ribes americanum var. americanum
- variété Ribes americanum var. mesochorum (Nieuwl.) Peattie